# كيت فريمان كلارك
كيت فريمان كلارك (بالإنجليزية: Kate Freeman Clark)‏ هي رسامة أمريكية، ولدت في 3 سبتمبر 1875، وتوفيت في 3 مارس 1957.